# Melaleuca pomphostoma
Melaleuca pomphostoma är en myrtenväxtart som beskrevs av Bryan Alwyn Barlow. Melaleuca pomphostoma ingår i släktet Melaleuca och familjen myrtenväxter. Inga underarter finns listade i Catalogue of Life.